# Ісламський рух опору Азербайджану
Ісламський рух опору Азербайджану — шиїтська проіранська ісламістська організація, що діє на території Азербайджану. Також відома під назвою «Хусейніюн».

## Опис
Засновником руху вважається шиїтський ісламістький активіст Таухід Ібрагім Беглі. Він є затятим критиком уряду Азербайджану і неодноразово звинувачується в постійних радикальних діях проти держави, наприклад затримувався поліцією під час акції протесту перед посольством Ізраїлю в Баку та був заарештований на 7 діб за рішенням суду. Нині мешкає в Ірані.
Наприкінці 2015 — на початку 2016 року Беглі доручив 14 студентам з Азербайджану, які вивчали релігію в Кумі та Мешхеді, створити «Бригаду Хусейніюн», що складається зі студентів. Ібрагім Беглі спочатку зібрав 14 студентів на робочому місці Іскандера Гусейнова в Кумі, а після дня очікування та навчання перевів їх у військову частину неподалік Дамаска. За даними деяких азербайджанських ЗМІ, Ібрагім Беглі відразу ж заявив у Дамаску, що їх намір полягає не лише у боротьбі з ІДІЛ, а й у підготовці до ісламістського повстання в Азербайджані.
Назву організації дав Касем Сулеймані.